# Рене Фелис Смит
Рене Фелис Смит (енгл. Renée Felice Smith) је америчка глумица која је рођена 16. јануара 1985. године у Њујорку.
Смитова је најпознатија по улози техничке оператерке Нел Џоунс у серији Морнарички истражитељи: Лос Анђелес.